# Zodiako
Zodiako é um personagem de história em quadrinhos criado por Jayme Cortez.  Foi publicado pela primeira vez em 1974 na Revista Crás! da Editora Abril, sendo publicada em um álbum com seu nome, que ganhou o prêmio O Tico-Tico no 2º Congresso Internacional de Histórias em Quadrinhos de Avaré (São Paulo). Posteriormente foi publicada na revista Spektro da Editora Vecchi e na italiana Sgt. Kirk. Na trama do livro, Zodiako surge após representações físicas dos signos do zodíaco convocarem a Grande Luz para transmitir seus poderes para o herói, que passa a lutar pelo bem do planeta Terra. A história foi publicada durante a ditadura militar brasileira e também fazia referência ao regime salazarista. Em 2015, o álbum foi relançado pela editora Opera Graphica com o nome de Zodiako Premium, ganhando o Troféu HQ Mix na categoria "melhor publicação de clássico".